# Bleke havik
De bleke havik (Tachyspiza princeps) is een roofvogel uit de familie van de havikachtigen (Accipitridae). De vogel werd in 1934 door de evolutiebioloog Ernst Mayr beschreven onder de naam Accipiter princeps. Het is een voor uitsterven kwetsbare vogelsoort op de eilanden Nieuw-Brittannië (Papoea-Nieuw-Guinea), Normanby, en Tagula.

## Kenmerken
De vogel is 38 tot 45 cm lang met een spanwijdte van 75 tot 86 cm. Deze sperwersoort lijkt sterk op de bleke sperwer. Eerder werd de soort als een ras van de bleke sperwer beschouwd, maar de bleke havik is groter en zit qua formaat tussen de Europese sperwer (maximaal 38 cm lang) en Europese havik (minimaal 49 cm lang) in. De vogel is leigrijs van boven en grijswit van onder, met relatief korte staart en vleugels. De vogel heeft een vrij donkere kop, waarmeer hij ook verschilt van de bleke sperwer die ook in zijn verspreidingsgebied voorkomt. Opvallend zijn verder de oranjegele poten.

## Voorkomen en leefgebied
De soort komt voor op de eilanden Nieuw-Brittannië, Normanby, en Tagula. Het leefgebied bestaat uit natuurlijk montaan regenwoud tussen de 760 en 1600 m boven zeeniveau.

## Status
De bleke havik heeft een beperkt verspreidingsgebied en daardoor is de kans op uitsterven aanwezig. De grootte van de populatie werd in 2012 door BirdLife International geschat op 3500 tot 15.000 individuen en de populatie-aantallen nemen af. Het leefgebied wordt aangetast door ontbossing; in de lager gelegen delen wordt natuurlijk bos omgezet in oliepalmplantages. Hoger in de bergen dreigen mijnbouwactiviteiten. Om deze redenen staat deze soort sinds 2008 als kwetsbaar op de Rode Lijst van de IUCN.
In 2024 werd de vogel voor het eerst in 55 jaar gefotografeerd. In de periode daarvoor steunden schattingen van de populatie-omvang alleen op schaarse zichtwaarnemingen.